# 호출부호

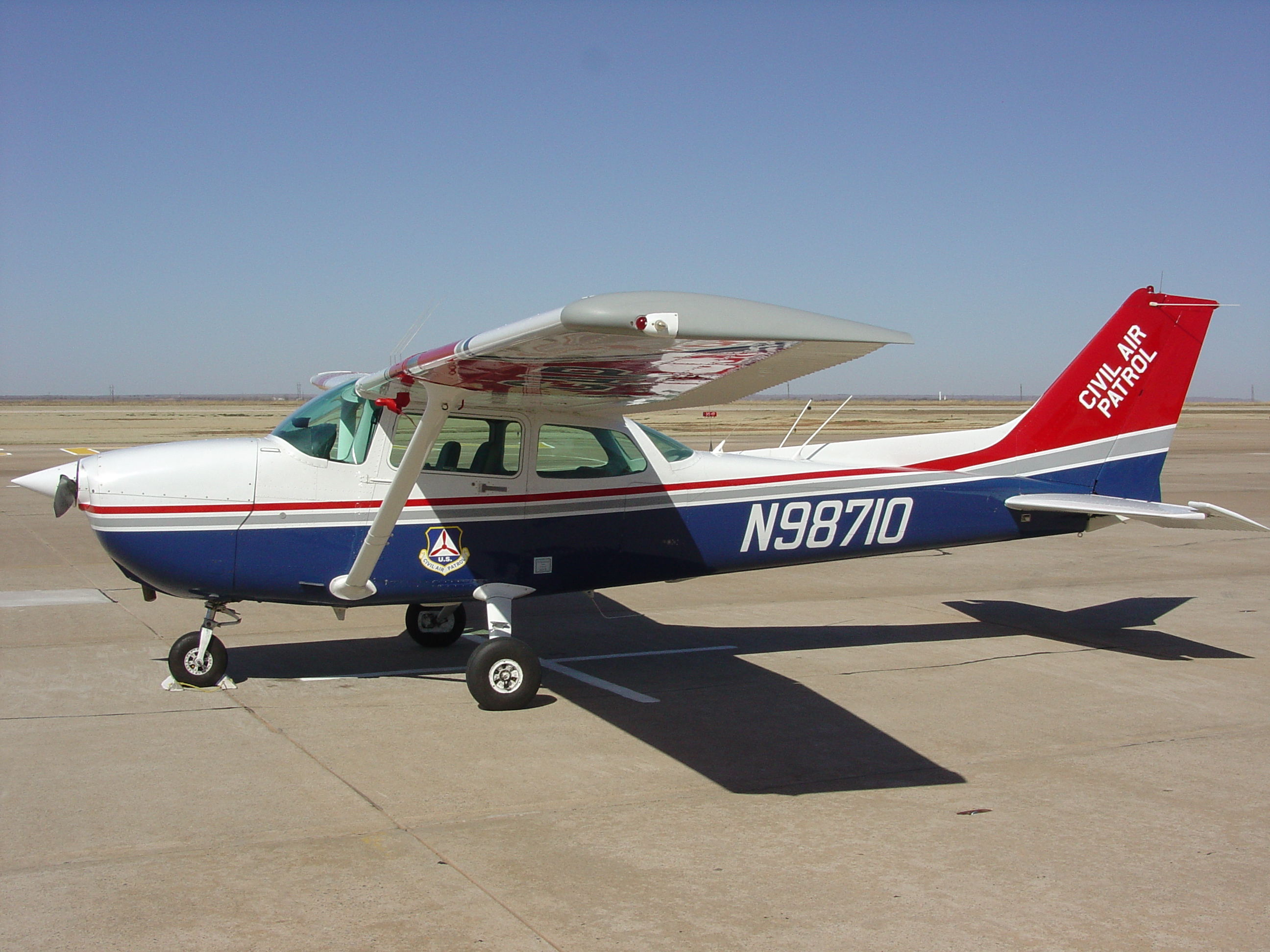
호출부호 N98710인 비행기의 모습. 미국에서는 비행기 동체에 호출부호를 적게 되어 있다.

호출부호(呼出符號)는 무선국을 식별하기 위한, 중복되지 않는 일련의 문자열이다. 미국 등 여러 나라에서는 방송국의 이름으로 채용되어 운영자의 희망에 의거한 문자열이 지정되는 경우도 있다. 호출부호는 앞부분의 프리픽스와 뒷부분의 서픽스로 구성된다. 그래서 콜사인(Call Sign)이라고 한다.
호출부호 프리픽스는 ITU에서 1959년 제정한 국제전기통신협약 부속 전파규칙(Radio Regulations; RR)｣ 제42조 국제 호출부호별 분배표에 의거해 국가별로 배정된다. 프리픽스 3문자중 처음의 1문자 또는 2문자는 국적을, 세 번째의 숫자는 지역번호를 나타낸다. 서픽스는 최대 3문자로 구성된다.

## 사용현황

### 미국

#### WNB
- WNBC
  - WNBC NBC 뉴욕 라디오
  - WNBC-DT NBC 뉴욕 텔레비전

## 같이 보기
- NATO 음성 문자
- 가명